# Diego Sinhue Rodríguez Vallejo
Diego Sinhue Rodríguez Vallejo (León, 15 novembre 1980) è un politico messicano, governatore del Guanajuato dal 2018 al 2024.

## Biografia
Nato a León da madre Maricruz Vallejo Quiroz e padre Adalberto Javier Rodríguez Moctezuma, si laurea in giurisprudenza presso l'Università De La Salle Bajío, consegue un master in pubblica amministrazione presso l'Università di Guanajuato e una specializzazione all'Università di Barcellona, Spagna.

### Carriera politica
Entra nel Partito Azione Nazionale nel 2005, quando diviene segretario dell'Organizzazione del comitato giovanile di León e coordinatore della formazione nel terzo distretto federale.
Nel 2010 viene eletto deputato locale al Congresso del Guanajuato dove rimane fino al 2012. In questa carica diventa presidente della commissione per lo sviluppo urbano e i lavori pubblici e membro delle commissioni per i diritti umani.
Nel 2012 diviene deputato federale in rappresentanza del Guanajuato alla sessantaduesima legislatura, conclusa nel febbraio 2015; in tale legislatura ricopre specificamente la carica di segretario della commissione per il bilancio e il conto pubblico e membro delle relazioni estere e dell'alloggio.
Pochi giorni dopo della fine del suo mandato l'allora governatore Miguel Márquez Márquez lo nomina titolare della Segreteria di sviluppo sociale del Guanajuato. Rassegna le sue dimissioni il 31 luglio 2017, perché deciso nel candidarsi per il suo partito come governtatore dello Stato nel 2018. Nel gennaio successivo si registra ufficialmente come candidato nella coalizione Por Guanajuato al Frente composta dai partiti PAN, PRD e MC.
Nelle elezioni statali ottiene la cifra di 1.140.049 voti, arrivando in prima posizione, battendo quindi gli altri candidati. Entra ufficialmente in carica il 26 settembre dello stesso anno. È considerato come uno dei "migliori governatori del Paese".
Il 25 settembre 2024, passati sei anni dal momento dell'insediamento, finisce il suo mandato da governatore.

## Vita privata
È sposato con la politica Adriana Ramírez Lozano e ha due figlie: María José e María Paula.